# منار (دهستان)
 منار  به عربی ( اَلمَنار ) دهستانی است در عزلهٔ (بعدان)، در جنوب شرقی یریم، در ناحیهٔ (ذی جفان)،، از توابع استان اَبیَن در کشور یمن در شبه جزیره عربستان.

## جمعیت
جمعیت این دهستان در حدود (۲۳ خانوار) و (۸۹۱۴) نفر می‌باشد. 

## روستاهای توابع
روستاهای توابع دهستان اَلمَنار به شرح زیر می‌باشند:
- روستای بیت اَلجَبیت
- روستای مدین
- روستای عَقَة
- روستای ناولَة
- روستای بعدان السُفلی

.

## منبع
- المقحفی، ابراهیم، احمد ، (مُعجَم المُدُن وَالقَبائِل الیَمَنِیَة) ، منشورات دار الحکمة، صنعاء، چاپ پنجم، وانتشار سال ۱۹۸۵ میلادی به (عربی).
- صنعانی، محمد بن یحیی بن عبدالله بن احمد، الیمانی. ، (اَلأنَباءَ عَن دُولةَ بَلقِیسَ وَ سَبأَ) ، منشورات دار الیمنیة للنشر والتوزیع، صنعاء، چاپ وانتشار سال ۱۹۸۴ میلادی به (عربی).